# Freestylebattle
Ett freestylebattle är en sorts musikalisk duell mellan två MC:s som freestylar olika sorters hån och nedsättande kommentarer mot varandra i rim. I de turneringar som anordnas är det publiken eller domare som bedömer vilka rim som var snyggast sammanvävda och mest förolämpande mot motståndaren. Battles mellan två personer eller grupper anordnas även inom graffiti och breakdance.

## Historia
Ursprungligen var battling en konfliktlösningsmetod som DJ:n Afrika Bambaataa använde för att minska den katastrofala våldsanvändningen bland ungdomar i Bronx på 1970-talet och i stället ge konflikterna en konstruktiv inriktning. Tanken var att de rivaliserande grupperna under ordnade former fick ha en utslagstävling på platsen där publiken fungerade som domare. Den segrande gruppen fick stanna kvar och den besegrade fick lämna platsen. Våldet minskade i takt med att battling och hiphop blev allt vanligare. Detta blev sedan grundstommen i "Hip Hop Nation" eller "Zulu Nation"-ideologin, idén om ett samhälle som i stället för krig, våld, droger och rasism bygger på konst- musik- och danstävlingar.

## Sverige
Begreppet gjordes känt i Sverige främst genom filmen 8 mile med Eminem, där huvudkaraktären deltar i diverse battles. Freestylebattles har dock förekommit i Sverige innan dess. På senare år har det vuxit fram en ny typ av battles som inte är uteslutet improviserade, främst i USA genom "Grind Time", där motståndarna får en chans att förbereda sig inför sin motståndare. Detta sker a cappella, det vill säga utan beats, som varit det tidigare klassiska sättet för rapbattles. I Sverige startades motsvarigheten till detta Våren 2010 med The O-Zone Battles i Lund, av rapparna Hyper (Kim Malmkvist) och Choys (Murat Dal), som var de första i Sverige att ta hit konceptet. The O-Zones battles har i dagsläget arrangerat majoriteten av Sveriges största hiphop evenemang har blivit erkända som Sveriges första och största rapbattle-liga. Våren 2011 startades också Stockholmsbaserade Basementallity Battles av rapparen Critical och The Ring Battles i Linköping av Iman, Mattias och Alex Pziclone. Tidig vår 2012 startade The O-Zone Battles en filial under Ernesto och Saman, kallad "The O-Zone: Uptown" som på sin premiär tog hit stora namn från KOTD, Grind Time och Dont Flop. 2012 föddes även "Lets do this battle" i Kristianstad under Malsor och Jeff som redan haft några av Sveriges klassiska matcher på sin kanal.